# Возела
Возе́ла (порт. Vouzela; МФА: [vo.ˈze.ɫɐ]) — муніципалітет і містечко в Португалії, в окрузі Візеу. Розташований у центрально-північній частині країни, на теренах історичної португальської провінції Бейра. Належить до Візеуської діоцезії Католицької церкви в Португалії. Права міського самоврядування має з 1836 року. Поділяється на 9 парафій. За адміністративним поділом, чинним до 1976 року, був складовою провінції Верхня Бейра. Площа муніципалітету — 193,69 км², населення муніципалітету — 10564 ос. (2011); густота населення — 54,54 осіб/км²
. Патрон — святий Егідій. Святковий день муніципалітету — 14 травня. Поштовий індекс — 3670.  Код місцевої адміністративної одиниці — 1824. Складова статистичного регіону Центр.

## Назва
- Возела (порт. Vouzela, стара орфографія: порт. Vouzella) — сучасна португальська назва.

## Географія
Возела розташована на півночі Португалії, на заході округу Візеу.
Возела межує на півночі з муніципалітетом Сан-Педру-ду-Сул, на сході — з муніципалітетом Візеу, на півдні — з муніципалітетами Тондела і Олівейра-де-Фрадеш, на південному заході — з муніципалітетом Агеда, на заході — з муніципалітетом Олівейра-де-Фрадеш.

## Населення
| 1864  | 1900   | 1930   | 1960   | 1981   | 1991   | 2001   | 2011   |
| 7 372 | 14 168 | 15 164 | 15 641 | 13 407 | 12 477 | 11 916 | 10 540 |